# 因特拉肯 (紐約州)
因特拉肯（英語：Interlaken）是位於美國紐約州塞尼卡縣的村。

## 人口
根據2020年美國人口普查的數據，因特拉肯的面積為0.80平方千米，皆為陸地。當地共有人口595人，而人口密度為每平方千米744人。